# Alagoa Nova

Alagoa Nova este un oraș în Paraíba (PB), Brazilia.